# Le Monestier-du-Percy
Le Monestier-du-Percy è un comune francese di 232 abitanti situato nel dipartimento dell'Isère della regione dell'Alvernia-Rodano-Alpi.

## Società

### Evoluzione demografica
Abitanti censiti